# Lex Papiria
Lex Papiria – rzymska ustawa uchwalona w 131 p.n.e. na wniosek trybuna ludowego Gajusza Papiriusza Karbona. Wprowadzała tajność głosowania nad projektami ustaw.
Lex Papiria, lex Gabinia (139 p.n.e.) oraz lex Cassia (137 p.n.e.) nazywane były wspólnie leges tabellariae. Wszystkie trzy dotyczyły tajności głosowania. Ich wspólna nazwa pochodzi od tabellae, drewnianych tabliczek używanych do głosowania.